# Харьковский ветеринарный институт
Харьковский ветеринарный институт (1873—1918) — высшее учебное заведение Российской империи.

## История
С 1805 года в Харьковском университете существовала кафедра ветеринарии. В 1839 году при университете была основана практическая ветеринарная школа. В 1848 году школа была переформирована в ветеринарное училище. В 1851 году училище было совершенно отделено от Харьковского университета.
Училище было преобразовано в Харьковский ветеринарный институт (1873) с правами высшего учебного заведения. Для поступления в Ветеринарный институт требовалось свидетельство об окончании 6 классов классической гимназии или полного курса реального училища, в последнем случае — с присоединением свидетельства о сдаче экзамена по латинскому языку. Институт получил право присваивать степени ветеринара и магистра ветеринарной медицины, соответствующие университетским степеням кандидата и магистра, со всеми их правами. Профессора и доценты института были сравнены во всех правах с профессорами и доцентами университетов. Те из них, которые читают специальные науки, должны были иметь степень магистра ветеринарной медицины.
По штатам преподавательский персонал института состоял из 3-х ординарных профессоров (в том числе директор института), одного экстраординарного, 3-х доцентов, прозектора при кафедре зоотомии и ученого кузнеца. В обязанности преподавательского состава института лежало преподавание специальных предметов: зоотомии (с практическими занятиями), гистологии, физиологии, общей патологии, патологической анатомии и гистологии (с практическими упражнениями); частной патологии и терапии; общей, частной и оперативной хирургии, акушерства; эпизоотологии с ветеринарной полицией, общей терапии, судебной ветеринарии; теории ковки (с практическими упражнениями); ведения клиник терапевтической, хирургической и заразной; зоогигиены, экстерьера, фармакогнозии, фармации, фармакологии с рецептурой, сельского хозяйства (полеводство и луговодство), коневодства, скотоводства и учения о животных продуктах. Вспомогательные предметы — богословие, химия (неорганическая, органическая и физиологическая), физика, ботаника, зоология, сравнительная анатомия — читаются в большинстве случаев профессорами этих предметов из Харьковского университета, как доцентами института. Кроме указанного персонала, при институте состояли 2 ассистента при клинике, помощник прозектора и лаборант по фармации. Выбор всех этих лиц, так же, как приват-доцентов и сверхштатных ассистентов, принадлежал Совету института, включающего всех профессоров и доцентов, под председательством директора. Был введён четырёхлетний курс обучения в институте. По окончании института студенты могли держать экзамен как на ветеринара, так и сразу на магистра ветеринарной медицины. В последнем случае от них, как и от лиц, уже имеющих диплом ветеринара, но желающих приобрести степень магистра, требовались не только глубокие познания по специальным предметам ветеринарии, но и основательное знакомство с её литературой. Выдержавшие испытание обязаны были представить и публично защитить диссертацию по одному из специальных предметов.
Директором института в 1884 году был назначен А. А. Раевский.
В Харьковском ветеринарном институте работали учёные. Кафедрой фармакологии заведовал (1851—1979) профессор Г. А. Полюта, написавший первый учебник ветеринарной фармакологии с общей терапией. После профессора Г. А. Полюты (с 1880) кафедрой заведовал В. Я. Данилевский — будущий директор Харьковского женского медицинского института.
После революции Харьковский ветеринарный институт непрерывно расширялся и был сначала реорганизован в Харьковский зоотехнический институт (1920), затем в Харьковский зооветеринарный институт (1960), объединивший Ветеринарный институт и Харьковский зоотехнический институт, и наконец в Харьковскую государственную зооветеринарную академию (2001).

## Известные выпускники
- Агалли, Николай Дмитриевич
- Руденко, Андрей Матвеевич